# Shakespeare and Company

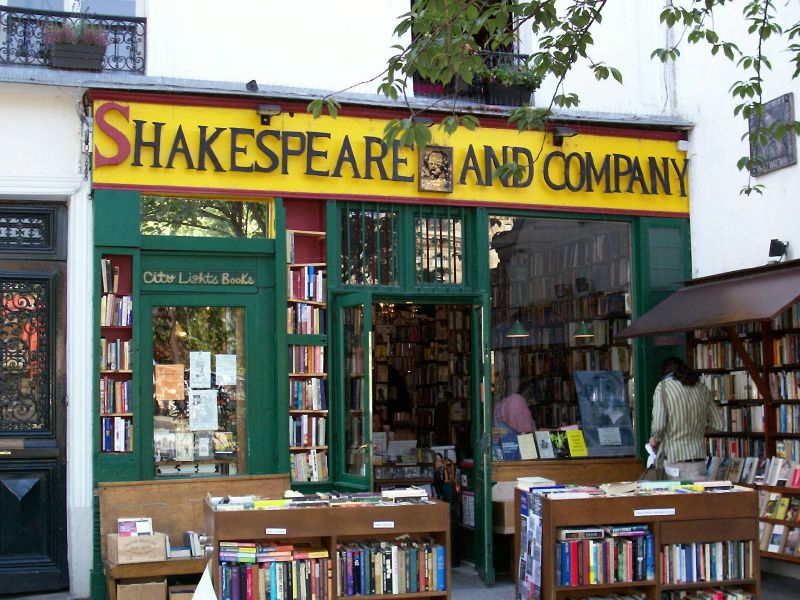
Hiệu sách Shakespeare and Company

Shakespeare and Company là một hiệu sách và cũng là một thư viện chuyên về văn học Anh, Mỹ nằm ở Quận 5 thành phố Paris. Vào thời kỳ giữa hai cuộc thế chiến, Shakespeare and Company thuộc về Sylvia Beach, một phụ nữ nổi tiếng trong giới xuất bản. Hiệu sách trở thành nơi gặp gỡ của các nhà văn thuộc Thế hệ lạc lõng (Lost Generation) như Ernest Hemingway, F. Scott Fitzgerald. Sau Thế chiến thứ hai, Shakespeare and Company tiếp tục là trung tâm của văn học, tập trung các nhà văn thế hệ Beat (Beat generation).
Địa chỉ của hiệu sách ngày nay ở số 37, phố Bûcherie.
| Métro Paris | Bến tàu điện ngầm: Saint-Michel |

## Thời kỳ Sylvia Beach
Người chủ nổi tiếng đầu tiên của hiệu sách Shakespeare and Company là Sylvia Beach. Sylvia Beach đã quản lý cửa hàng này vào khoảng thời gian từ 1919 tới 1941 tại số 12 phố Odéon. Đây là thời kỳ mà Shakespeare and Company trở thành trung tâm Anh–Mỹ tại Paris. Thế hệ lạc lõng (Lost Generation), gồm Ernest Hemingway, Ezra Pound, F. Scott Fitzgerald, Gertrude Stein và James Joyce thường xuyên tới đây. Những cuốn sách của thư viện khi đó có giá trị cao, cho thấy gu thưởng thức của Sylvia Beach. Các khánh hàng có thể tìm thấy ở Shakespeare and Company những cuốn bị cấm ở Anh, Mỹ như Lady Chatterley's Lover của D. H. Lawrence.
Cũng chính Sylvia Beach là người đầu tiên cho phát hành Ulysses của James Joyce trong khi cả Anh và Mỹ cấm đoán.
Thế chiến thứ hai nổ ra, Paris bị quân đội Đức chiếm đóng. Shakespeare and Company phải đóng cửa vào tháng 12 năm 1941 do một lần Sylvia Beach từ chối bán cuốn Finnegans Wake của James Joyce cho một sĩ quan người Đức. Cửa hàng trên phố Odéon sau đó không còn được mở trở lại.

## Thời kỳ George Whitman

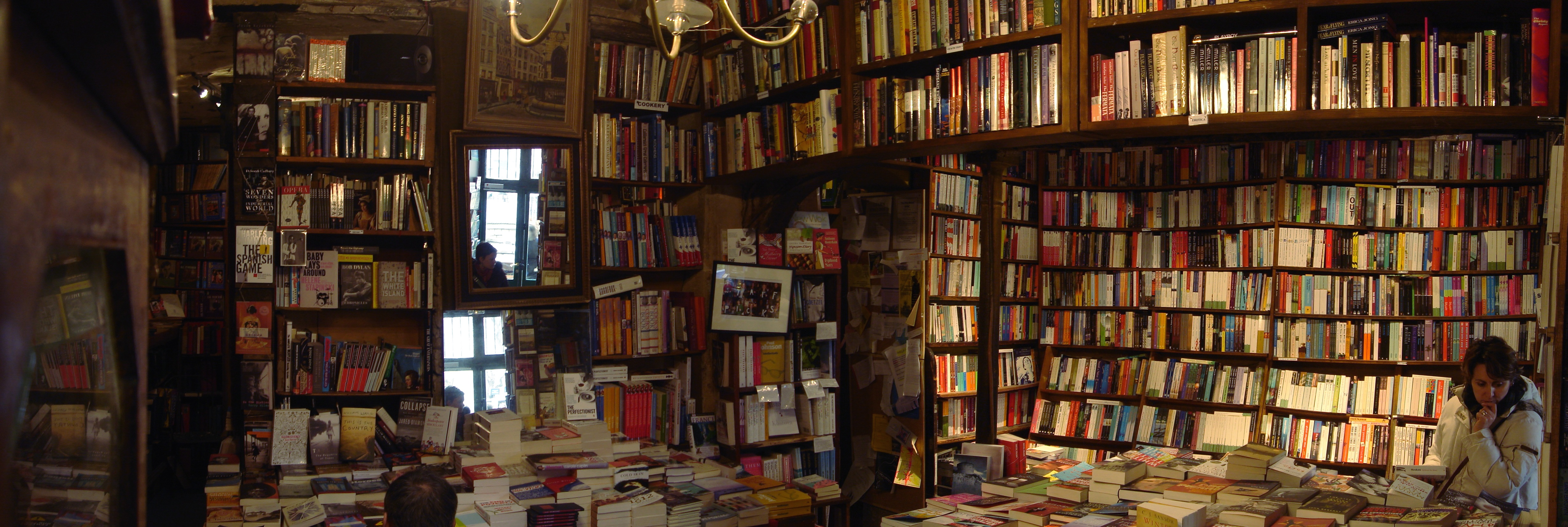
Bên trong hiệu sách

Sau Thế chiến thứ hai, George Whitman, một người Mỹ, quyết định ở lại Paris mà không về Mỹ ngay. George đăng ký vào học ở Sorbonne để nâng cao tiếng Pháp và thuê một căn phòng nhỏ trên đại lộ Saint-Michel. Cũng khoảng thời gian này, George dần thu thập được một bộ sưu tập lớn sách bằng tiếng Anh và dùng chính căn phòng của mình làm thư viện. Nhưng chỉ sau một lần trao đổi với nhà thơ Lawrence Ferlinghetti, George Whitman mới thực sự có ý định mở một hiệu sách ở Paris. Năm 1951, George mua được một căn phòng nhỏ đối diện nhà thờ Đức Bà qua sông Seine, mở một hiệu sách mang tên Le Mistral. Cũng như Shakespeare and Company, Le Mistral trở thành một trung tâm của văn học. Trong thập niên 1950, các nhà văn thuộc thế hệ Beat (Beat generation) như Allen Ginsberg, Gregory Corso và William Burroughs thường tìm tới Le Mistral.
Sau khi Sylvia Beach mất vào năm 1962, Le Mistral giành được quyền đổi tên thành Shakespeare and Company. Ngày nay, con gái của Whitman là Sylvia tiếp tục quản lý hiệu sách này.